# 오스템임플란트
오스템임플란트(Osstem Implant)는 대한민국의 임플란트(인공 치아 구조물) 및 치과 기자재와 치과 소프트웨어를 전문적으로 생산 공급하는 의료 기기 업체이다. 본사는 서울특별시 강서구 마곡산업단지에 위치해있다. 2020년 서울특별시 강서구 마곡동에 위치한 마곡산업단지에 신사옥 '오스템임플란트 중앙연구소'를 완공하여 8월 이전을 완료했다.